# Marmashen
Marmashen es una localidad del raión de Akhuryan, en la provincia de Shirak, Armenia, con una población censada en octubre de 2011 de 2032 habitantes. 
Se encuentra ubicada en el centro de la provincia, a poca distancia del río Ajurián —afluente del río Aras—, al este de la frontera con Turquía y al sur de la frontera con Georgia.